# Relação da China e da Índia (manuscrito árabe)
A Relação da China e da Índia (Aḥbār aṣ-Ṣīn wa-l-Hind ou Akhbār aṣ-Ṣīn) é uma obra em língua árabe, datada de 851 e completada por volta de 910, que reúne informações conhecidas por árabes e persas sobre a Índia e a China no século IX. A obra chegou até os dias atuais por meio de um único manuscrito, atualmente conservado na Biblioteca Nacional da França.
Esse documento, de grande valor histórico e amplamente utilizado por geógrafos árabes posteriores, é frequentemente referido como os Voyages du marchand Soleyman (ou Soliman, Solaïman, Sulaymân, entre outras variantes) — uma atribuição prática, mas imprecisa, já que o título pode sugerir, de forma enganosa, uma autoria que não é atestada.

## História do manuscrito

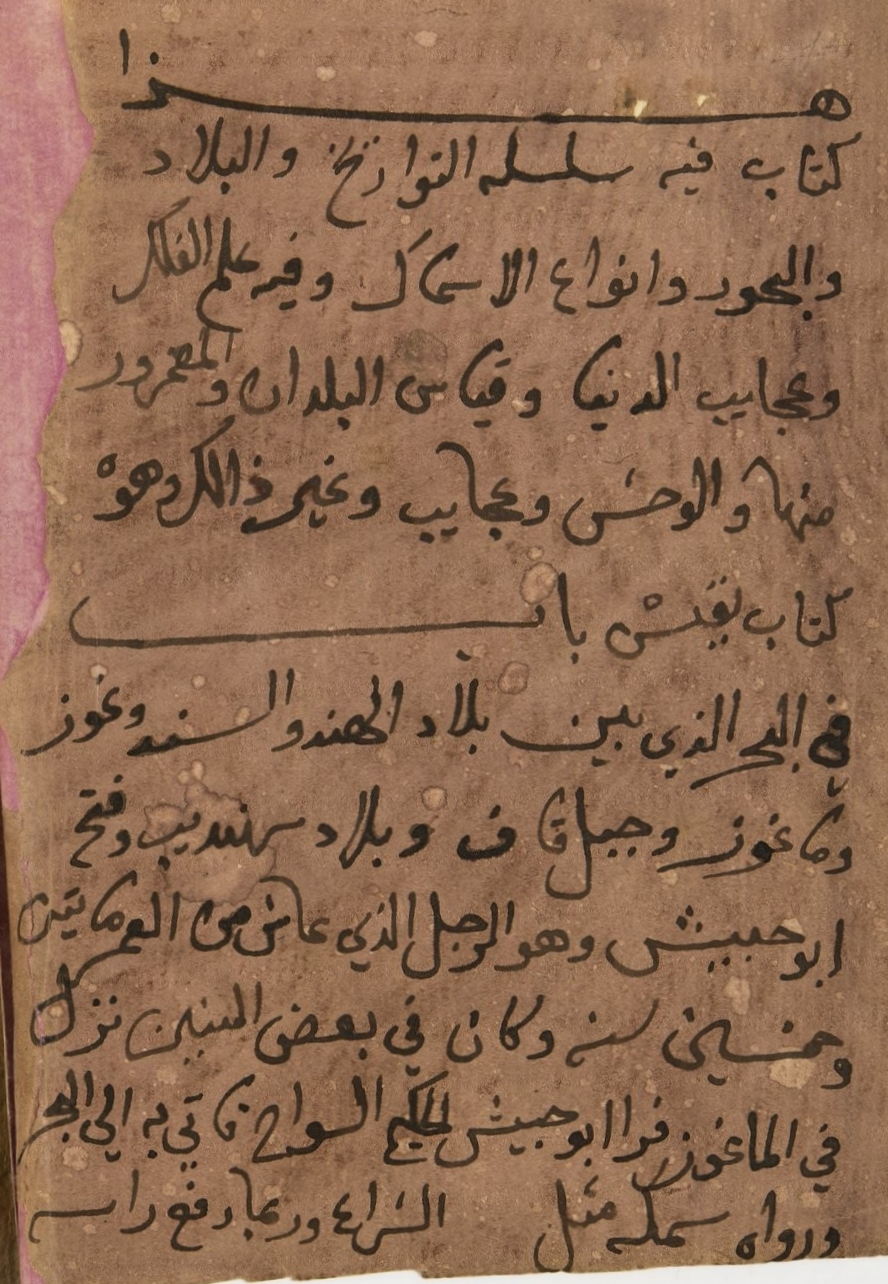
Primeira página do manuscrito, datado de 851.

O manuscrito foi encontrado por acaso, em 1673, na biblioteca do ministro de Estado francês Jean-Baptiste Colbert, mas nada se sabe sobre como ele chegou até ali ou qual teria sido seu percurso anterior. A única informação disponível é que teria sido copiado no final do século XII. Não se conhece nenhuma outra cópia do texto. Contudo, o próprio manuscrito informa ser uma cópia feita por volta de 910, derivada de um original escrito em 851.

### Traduções

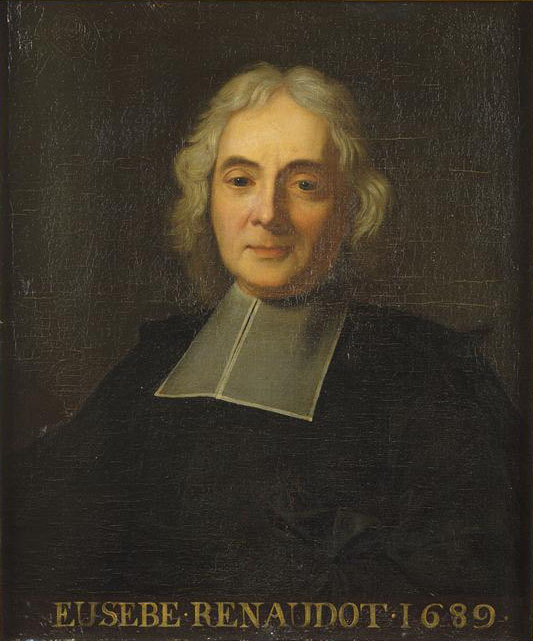
Eusèbe Renaudot, teólogo e orientalista francês que teria descoberto e traduzido o manuscrito

A primeira tradução de A Relação da China e da Índia foi realizada no início do século XVIII pelo teólogo e orientalista francês Eusèbe Renaudot, após a redescoberta do manuscrito na residência de um dos herdeiros de Colbert, o Conde de Seignelay. A versão de Renaudot serviria posteriormente como base para uma nova tradução em inglês. O manuscrito foi então incorporado à Bibliothèque Royale (atual Biblioteca Nacional da França), sendo novamente identificado em 1764 pelo orientalista Joseph de Guignes.
No início do século XIX, o texto árabe foi impresso por Louis-Mathieu Langlès, mas acabou não sendo publicado, permanecendo nos depósitos da Imprimerie Royale até 1824. Apenas em 1845, Joseph Toussaint Reinaud publicou uma nova versão, acompanhada de tradução francesa, seguida, em 1846, por uma análise crítica elaborada por Charles Defrémery, que consolidou o interesse europeu pela obra.
No século XX, duas novas traduções foram realizadas. A primeira foi publicada em 1922 por Gabriel Ferrand. A segunda tradução, feita por Jean Sauvaget, foi publicada em 1948, mas abrange apenas a primeira parte da obra.

## Conteúdo
O livro é dividido em duas partes. No entanto, apresenta uma lacuna entre as páginas 5 e 6 e danos nas folhas iniciais, o que dificulta a identificação precisa de sua autoria."
A primeira parte, frequentemente atribuída ao “mercador Soleyman”, descreve, a partir de Siraf, na costa iraniana do Golfo Pérsico, a rota marítima que vai do Golfo de Omã até o Extremo Oriente. Nessa seção, são abordados os costumes e práticas sociais dos chineses, as divisões políticas da Índia, os hábitos dos hindus e, por fim, comparações entre a China e a Índia, bem como entre os chineses e os hindus.
A segunda parte é um acréscimo posterior, atribuído a Abū Zayd de Siraf, que reúne diversas observações sobre a China e a Índia. Estima-se que essa seção tenha sido composta por volta de 910, com base em um relato do historiador Al-Massudi sobre seu autor.
Abū Zayd inicia sua contribuição mencionando a data de composição da primeira parte, ou seja, 851 d.C. Em seguida, relata os Massacres de Guangzhou, que interromperam o comércio com a China entre 878 e 879, no final da Dinastia Tang, e confirma incidentalmente a presença significativa de cristãos no país no século IX.
Ele descreve ainda diversos aspectos da sociedade chinesa, como os métodos de execução, normas relativas à prostituição, o uso de moedas de cobre, revestimentos nas paredes das casas, incêndios, a atuação de eunucos como funcionários públicos, a qualidade das sedas, a habilidade dos artesãos, entre outros.
O texto, no entanto, não apresenta unidade ou organização sistemática. Parece resultar da compilação de testemunhos de diferentes informantes, viajantes ou marinheiros.

## Alcance e usos
A Relação da China e da Índia é uma fonte excepcional para compreender o nível do conhecimento geográfico por volta do ano de 850, durante o auge do Califado Abássida e da atividade intelectual em Bagdá. Segundo o orientalista Jean Sauvaget, trata-se de um testemunho histórico único: anterior em mais de quatro séculos aos relatos de Marco Polo, constitui o mais antigo registro de viagem sobre a China que chegou até nós em forma escrita.
O texto foi amplamente reaproveitado por autores árabes ao longo de vários séculos, como Almaçudi em Os Prados de Ouro, e, ao que tudo indica, até mesmo Edrisi. A qualidade das informações da obra se destaca das "fábulas e absurdos" encontrados em outros relatos árabes.
Sua forma se caracteriza por uma "simplicidade pouco comum entre os orientais", o que, segundo Eusèbe Renaudot, sustenta sua veracidade. Para Jean Sauvaget, trata-se de um dos primeiros textos da geografia árabe e "não deve nada a ninguém". Quanto à confiabilidade, ele reafirma o julgamento positivo de Renaudot — anteriormente questionado por Quatremère e Ferrand — e afirma que “essas qualidades se devem, em parte, à própria estrutura da obra, que reproduz em primeira mão, com as palavras das testemunhas oculares, relatos diretos, sem a mediação de intermediários capazes de distorcer as informações”. A Relação também é considerada mais confiável do que textos de autores que, ao copiarem materiais de um ou dois séculos antes, oferecem "em sua maioria apenas dados anacrônicos".
Na Europa do século XIX, após a publicação bilíngue feita por Joseph Toussaint Reinaud, a obra passou a ser amplamente citada, num momento em que a geografia positiva ganhava destaque, a Índia estava sob domínio britânico e a China começava a se abrir ao mundo. Guillaume Pauthier, em seus comentários ao Livro de Marco Polo, menciona a Relação diversas vezes. Henry Yule, em sua edição inglesa da mesma obra, também a cita com frequência. Já Jules Verne a resume brevemente em um de seus livros.

## Autoria

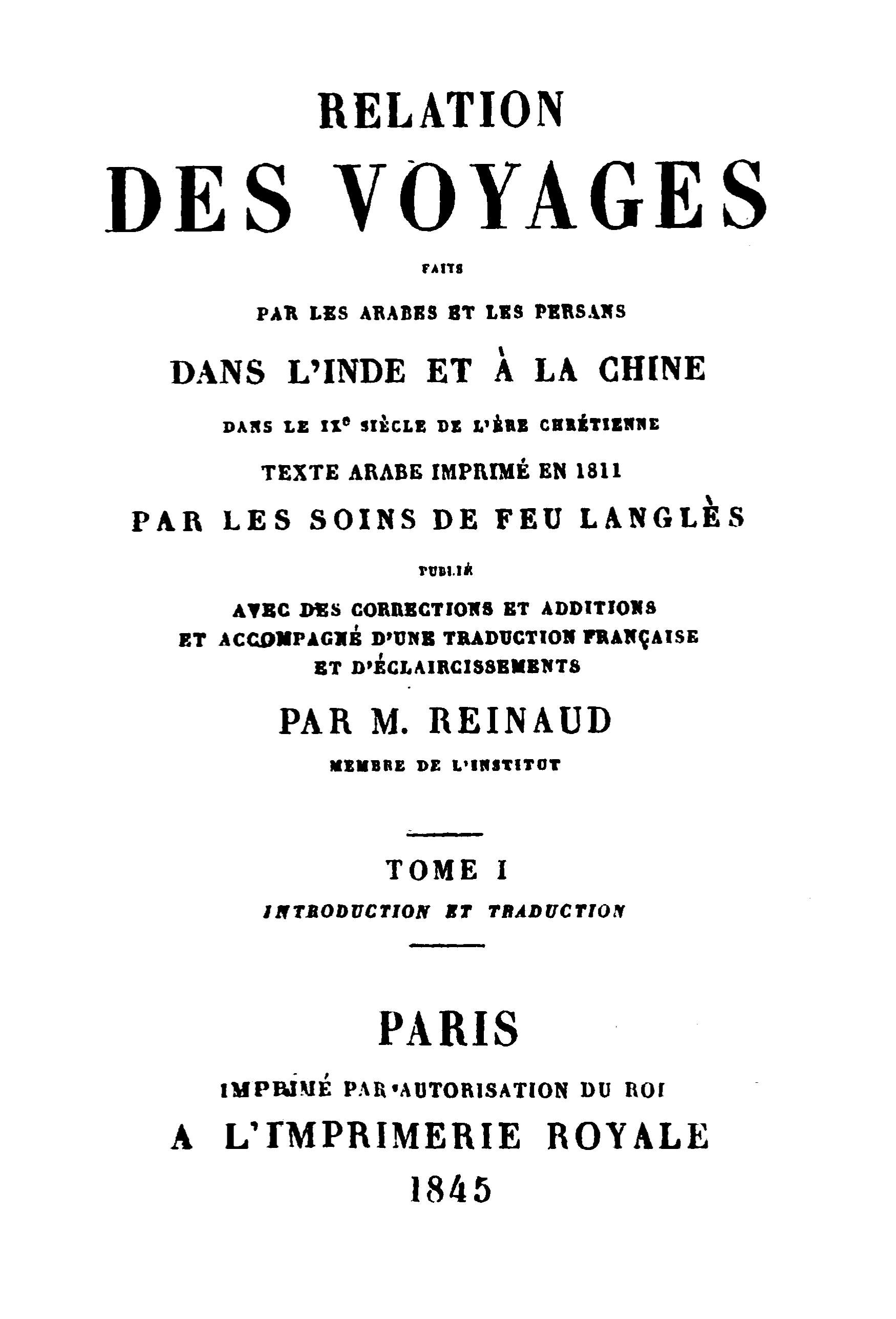
Capa da publicação editada por Reinaud, em 1845.

A atribuição da autoria da primeira parte da obra ao chamado "mercador Soleyman" se baseia exclusivamente em uma passagem do texto, onde se lê: “O mercador Soleyman relata que, em Cantão, ponto de encontro de comerciantes, havia um muçulmano encarregado, por delegação das autoridades chinesas, de resolver disputas entre seus correligionários que ali chegavam”.
Essa é a única menção direta a Soleyman em todo o manuscrito. Nenhuma informação adicional é fornecida sobre sua origem, nacionalidade ou papel na redação do texto. A narrativa segue sem voltar a mencioná-lo. Diante disso, diversos estudiosos levantaram a hipótese de que Soleyman teria sido apenas um dos informantes de um autor anônimo — e não o autor da obra. Jean Sauvaget dedicou uma análise detalhada a esse problema, acompanhando uma longa tradição crítica que já colocava em dúvida essa atribuição.
Segundo Joseph Toussaint Reinaud, seria incorreto concluir, com base na única menção, que Soleyman foi o autor da obra. Para ele, o texto foi redigido por alguém que se baseou nos relatos do mercador.
Henry Yule, por sua vez, propôs que o livro teria sido composto a partir de notas extraídas de experiências diretas do autor em viagens à Índia, combinadas com relatos recolhidos de terceiros que estiveram na China, entre os quais Soleyman.
O sinólogo Paul Pelliot também se mostra cético quanto à autoria. Ele argumenta que nem Abū Zayd nem Almaçudi — autores árabes que utilizaram extensivamente a obra — jamais mencionam Soleyman como autor. Para Pelliot, a fórmula “o mercador Soleyman relata que...” equivale a um “diz-se que...”, e não pode ser interpretada como uma assinatura. Ele também aponta que, sendo o texto redigido em parte na primeira pessoa, seria incoerente que um autor se apresentasse na terceira pessoa, no meio da narrativa. Além disso, a falta de unidade textual sugere que a primeira parte foi construída a partir de fragmentos e compilações.
Sauvaget conclui que há várias razões para não atribuir a totalidade da obra ao mercador Soleyman, considerando mais apropriado entendê-lo como uma das fontes ou testemunhas cujos relatos foram recolhidos pelo compilador do texto.
De todo modo, os testemunhos históricos confirmados — como o de Almaçudi — mencionam apenas Abū Zayd como autor, o que reforça a ideia de que a figura do “mercador Soleyman” tenha sido convenientemente adotada pela tradição bibliográfica ocidental, sem respaldo nos usos dos próprios autores árabes, que jamais o trataram como tal.